# Schwarzbraunbinden-Blattspanner

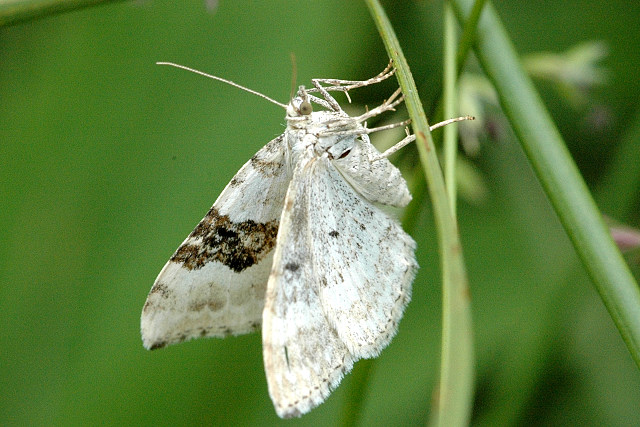
Weibchen

Der Schwarzbraunbinden-Blattspanner (Xanthorhoe montanata), auch als Bergwald-Blattspanner bezeichnet, ist ein Schmetterling (Nachtfalter) aus der Familie der Spanner (Geometridae). Das Artepitheton basiert auf dem lateinischen Wort montanus mit der Bedeutung „Bergbewohner“. Diese Bezeichnung ist jedoch irreführend, da die Art  vorwiegend in der Ebene vorkommt.

## Merkmale

### Falter
Die Falter erreichen eine Flügelspannweite von 23 bis 31 Millimeter. Die Vorderflügeloberseite ist milchig weiß, das schwarzbraune Mittelfeld ist über dem Innenrand sowie in der Mitte eingeschnürt und gabelt sich unter dem Vorderrand zu zwei schmalen Querbändern in deren Mitte sich ein schwarzer Diskoidalfleck auf hellem Grund abhebt. Das Saumfeld ist blass grau gefärbt. Die Falter variieren in der Zeichnung stark, so treten nahezu zeichnungslose weißliche Exemplare oder Tiere mit sehr breiter schwarzbrauner Mittelbinde auf. Die weißliche Hinterflügeloberseite ist von einigen dünnen dunklen Querlinien durchzogen, die auf die Unterseite schwach durchscheinen. Die Fühler der Männchen sind gezähnt, diejenigen der Weibchen sind fadenförmig.

### Raupe
Ausgewachsene Raupen sind glatt und schlank. Sie sind ockerfarben oder gelbgrau gefärbt und zeigen eine dunkelbraune Rückenlinie, die auf den mittleren Segmenten zu Rautenflecken erweitert ist. Die Seitenlinien sind dunkelgrau.

### Ähnliche Arten
Der Schwarzaugen-Bindenspanner (Cosmorhoe ocellata) sowie der Garten-Blattspanner (Xanthorhoe fluctuata) unterscheiden sich beide durch das Fehlen der Gabelung des Mittelfeldes sowie durch ein deutliches schwarzes Wurzelfeld auf der Vorderflügeloberseite.

## Verbreitung und Vorkommen
Die Art kommt von der Iberischen Halbinsel über West- und Mitteleuropa einschließlich der Britischen Inseln bis zum Ural und nach Sibirien vor. Im Norden reicht das Areal bis jenseits des Polarkreises. Auf den Shetland- und Färöer-Inseln ist sie durch die Unterart Xanthorhoe montanata shetlandica, in Fennoskandinavien durch Xanthorhoe montanata lapponica vertreten. Im Süden reicht das Areal von den Inseln des westlichen Mittelmeers bis zur Balkanhalbinsel und weiter über Kleinasien bis ins westliche Zentralasien.
Der Schwarzbraunbinden-Blattspanner besiedelt eine Vielzahl unterschiedlicher Lebensräume und kommt beispielsweise in feuchten Wäldern, Moor- und Ufergebieten, an Böschungen oder auf Magerrasenwiesen und Heidegebieten sowie in Gartenanlagen vor.

## Lebensweise

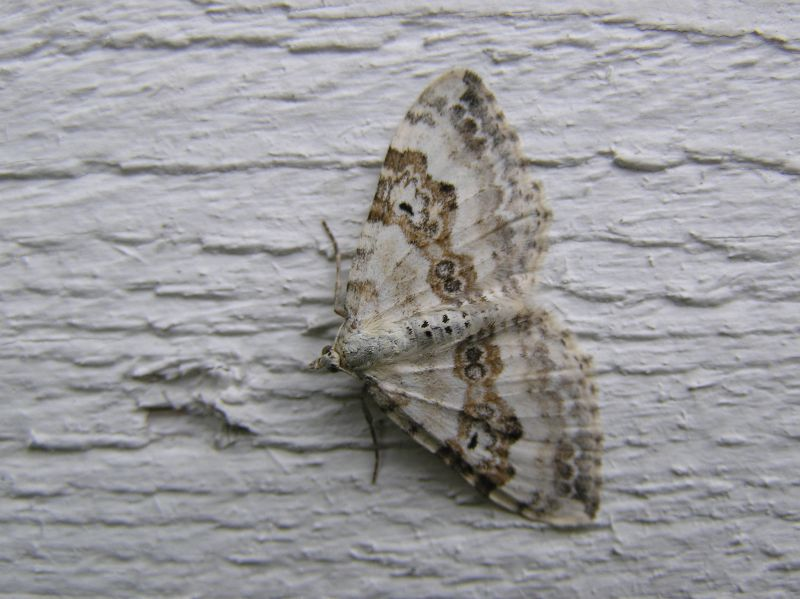
Falter in typischer Ruheposition

Die Falter sind tag- und nachtaktiv, besuchen künstliche Lichtquellen und sind zuweilen an Straßenlaternen oder beleuchteten Fensterscheiben zu finden. Zur Nahrungsaufnahme saugen sie an Blüten, Ködern oder Exkrementen. Sie fliegen in einer Generation in den Monaten Mai bis Juli. In Ruheposition sitzen sie gerne kopfabwärts oder schräg mit dreieckförmig gestellten Flügeln an Baumstämmen, Hauswänden, unter Blättern oder in der Krautschicht. Die Raupen leben ab Anfang August, überwintern und verpuppen sich im April oder Mai des folgenden Jahres. Sie ernähren sich bevorzugt von niedrigen Pflanzen, dazu zählen Ampfer- (Rumex), Rubus-, Primel- (Primula), Wegerich- (Plantago), Labkraut- (Galium), Nelkenwurz- (Geum) und Heidelbeerarten (Vaccinium).

## Gefährdung
Der Schwarzbraunbinden-Blattspanner kommt in Deutschland in den einzelnen Bundesländern meist zahlreich vor und wird auf der Roten Liste gefährdeter Arten als „nicht gefährdet“ eingestuft.